# 李默 (正德進士)
李默（1499年—1558年），字時言，號古沖，福建建寧府甌寧縣人，明朝政治人物。

## 生平
正德十一年（1516年）丙子科福建鄉試第五十七名舉人。正德十六年（1521年）中式辛巳科會試第二百二十名，登第三甲第四十六名進士，改翰林院庶吉士。
嘉靖元年（1522年），任戶部主事，升任兵部員外郎，改吏部文選司，吏部驗封司郎中。嘉靖八年，担任會試同考官。嘉靖十一年（1532年），任武會試同考官。出京任寧國府同知，累升广东按察司佥事、雲南提学副使、江西左参政、湖广按察使、浙江左布政使。
嘉靖二十七年（1548年）七月，任太常寺卿，掌南京國子監祭酒事。嘉靖二十八年，任禮部右侍郎。嘉靖二十九年，任吏部右侍郎、吏部左侍郎。嘉靖三十年，任吏部尚書，因事被革職為民。
嘉靖三十二年（1553年），再任吏部尚书。嘉靖三十三年，兼任翰林學士。总督杨宜被免职，嚴嵩、趙文華想起用胡宗宪，李默却推荐王誥，於是嚴嵩甚恨之。嘉靖三十五年（1556年）春正月，赵文华自江南回到北京，升为工部尚书，加授太子太保。趙文华檢舉李默，並从部选策题“漢武征四夷而海内虚耗，唐宪复淮、蔡而晚業不终”之句。上奏李默诽谤。世宗览奏大怒，下李默锦衣卫狱拷讯。礼部及法司奏稱“默偏执自用，失大臣体；所引汉、唐事，非所宜言”。最後李默死於獄中。隆慶初，詔復官遣官諭祭營葬如例。萬曆年間，贈太子太保。

## 家族
曾祖李鐵；祖父李埜；父李柟（1474年-1543年），字良材，號翠屏，封吏部郎中。母曹氏，封宜人。

## 轶事
陈继儒《养生膚語》載李默家中內膳有秋石煮製鹹肉之事。

## 延伸阅读
[在维基数据编辑]
 《國朝獻徵錄·卷之二十五》，出自焦竑《國朝獻徵錄》
 《明史卷二百〇二》，出自《明史》